# Mother Popcorn
"Mother Popcorn (You Got to Have a Mother for Me)" é uma canção funk gravada por James Brown e lançada como single de duas partes em   1969. Sucesso número 1 da parada R&B e número 11 da parada Pop, foi a canção mais bem posicionada nas paradas de uma série de canções inspiradas na dança popular "The Popcorn" que Brown fez naquele ano, incluindo "The Popcorn", "Lowdown Popcorn" e "Let a Man Come In and Do the Popcorn". (A palavra "mother" (mãe) do título da canção era, nas palavras do biógrafo RJ Smith, "a gíria [de Brown] para uma bunda grande".)
"Mother Popcorn" tem uma batida e estrutura similares à outra faixa de Brown, "Cold Sweat" de 1967, mas com um andamento mais rápido e uma grande quantidade de atividade  rítmica incluindo muitas semicolcheias da sessão de sopro e as três guitarras dão mais qualidade à canção anterior. O crítico Robert Christgau aponta "Mother Popcorn" como um divisor de águas na música funk de James Brown que "começou a preocupar-se mais e mais exclusivamente com distinções rítmicas." A canção tem um solo de saxofone de Maceo Parker, que começa no fim da Parte 1 na versão single.
Vicki Anderson gravou uma "canção resposta" chamada "Answer to Mother Popcorn (I Got a Mother for You)", também em 1969.

## Créditos
- James Brown - vocais

com a James Brown Orchestra:
- Richard "Kush" Griffith - trompete
- Joe Davis - trompete
- Fred Wesley - trombone
- Alfred "Pee Wee" Ellis - saxofone alto
- Maceo Parker - saxofone tenor
- St. Clair Pinckney - saxofone barítono
- Jimmy Nolen - Guitarra
- Alphonso "Country" Kellum - guitarra
- Kenny Poole - guitarra
- Charles Sherrell - Baixo
- Clyde Stubblefield - Bateria

A James Brown Production

## Versão ao vivo
Brown apresenta uma versão ao vivo de "Mother Popcorn" em seu álbum Sex Machine.

## "You Got to Have a Mother for Me"
Em 13 de janeiro de 1969 Brown gravou uma canção nos estúdios RCA Studios em Los Angeles, Califórnia com o título de "You Got to Have a Mother for Me". Tinha praticamente a mesma letra de "Mother Popcorn" mas com um arranjo completamente diferente, e foi rejeitado para ser lançado em single em favor de gravações posteriores, mas o subtítulo foi mantido. A original "You Got to Have a Mother for Me" foi lançada pela primeira vez em 1988 na compilação de James Brown Motherlode.